# Manuel Madrid Quezada
Manuel Madrid Quezada  (Chihuahua, México, 29 de agosto de 1993). Es un futbolista profesional mexicano, se desempeña como defensa central y actualmente juega en el club Mineros de Zacatecas de la Liga de Expansión MX

## Trayectoria

### Cruz Azul
Surgió de las Fuerzas Básicas del Cruz Azul donde se integró en el 2013 a las filas de la Sub-20. Debuta en un partido Cruz Azul vs Rayados de Monterrey, el Sábado 20 de julio de 2013. De la mano del Director Técnico Guillermo Vázquez, hizo su debut en la fecha 1 del Apertura 2013 al entrar de cambio por Rogelio Chávez al minuto 86. Ha estado bajo el mando de varios técnicos cementeros como lo es Guillermo Vázquez, Luis Fernando Tena, Sergio Bueno, Tomás Boy. Ha tenido participación en torneos como Copa MX, CONCACAF Liga De Campeones, Liga MX, Ascenso MX, etc.

### Cruz Azul Hidalgo
En el año 2014, estuvo registrado en Liga De Ascenso con su filial Cruz Azul Hidalgo bajo la dirección técnica de Joaquin Moreno. Sin embargo, alternaba su participación en el Ascenso MX y con el primer equipo en la Liga MX.

### Loros De Colima
En junio del año de 2016 se hace su transferencia al Club Loros de la Universidad de Colima, adquirido de forma temporal por un año. Teniendo buenas actuaciones con el equipo de Loros De Colima.

### Tampico Madero
Llegó al TMFC en enero de 2020 en transferencia definitiva procedente de Loros de Colima
Mineros de Zacatecas
Llegó al conjunto de Zacatecas en transferencia definitiva procedente del TM Fútbol Club

### Títulos internacionales
| Título                  | Club      | País   | Año  |
| ----------------------- | --------- | ------ | ---- |
| Copa Campeones CONCACAF | Cruz Azul | México | 2014 |

## Clubes
| Club                         | País   | Año             |
| ---------------------------- | ------ | --------------- |
| Cruz Azul                    | México | 2013 - 2016     |
| Cruz Azul Hidalgo            | México | 2014            |
| Loros de Colima              | México | 2016 - 2017     |
| Leones Negros de la U. de G. | México | 2017 - 2019     |
| Tampico Madero               | México | 2020            |
| Mineros FC Zacatecas         | México | 2020 - Presente |

- Datos: Q23008095

|}